# Альстед, Иоганн Генрих
Иоганн Генрих Альстед (нем. Johann Heinrich Alsted; 1588-1638) — известный немецкий теолог-кальвинист, реформаторский схоластический философ.

## Биография
Иоганн Генрих Альстед родился в Баллерсбахе, близ Херборна, в 1588 году. Образование получил в Герборнском университете и с 1608 года был сперва учителем педагогики, а потом профессором философии в Херборне, в 1619 году получил кафедру богословия, а в 1629 году переселился в город Вейссенбург.
Он писал необыкновенно много и принёс немаловажную пользу философии и богословию, не столько новыми, прокладывающими путь идеями, сколько заботливым собиранием всего доступного для тогдашней науки материала. Кроме того, он обработал почти все дисциплины наук в отдельных руководствах.
Учениками Альстеда были Ян Амос Коменский и Иоганн Генрих Бистерфельд.
Иоганн Генрих Альстед скончался 8 ноября 1638 года в Вейссенбурге.

## Учение
Среди наиболее цитируемых мыслителей Альстеда — Руймунд Луллий, Франсиско Суарес, Педро да Фонсека, Юлий Цезарь Скалигер и Джакомо Дзабарелла. Альстед был автором известных энциклопедических трудов в области философии и теологии, оказавших огромное влияние на обе дисциплины и, в частности, на педагогику через своего ученика Яна Амоса Коменского. 
На основе реформатской теологии завета Альстед связывает и различает «foedus naturae» и «foedus gratiae» и, соответственно, «lex» и «evangelium», философию и теологию, разум и откровение.

## Труды
- Clavis artis Lullianae, Et Verae Logices Duos In Libellos Tributa Id est, Solida Dilvcidatio Artis magnae, generalis, & ultimae, quam Raymundus Lullius invenit, ut esset quarumcunq[ue] artium & scientiarum clavigera & serperastra: edita in usum & gratiam eorum, qui impendio delectantur compendijs, & confusionem sciolorum, qui juventutem fatigant dispendijs. Argentorati (1609).
- Panacea philosophica (1610).
- Философия, восстановленная в своих правах (Philosophia digne restituta: Libros Quatuor Praecognitorum Philosophicorum complectens: Quorum I. Archelogia, de principiis disciplinarum. II. Hexilogia, de habitibus intellectualibus. III. Technologia, de natura & differentiis disciplinarum. IV. Canonica, de modo discendi). Herbornae Nassoviorum (1612).
- Metaphysica, tribus libris tractata (1613).
- Methodus admirandorum mathematicorum completens novem libris matheseos universae (1613).
- Logicae Systema Harmonicum (1614).
- Theologia naturalis (1615).
- Compendium philosophicum (Герборн, 1620).
- Paratitla theologica, in quibus vera antiquitas et phraseologia sacrarum literarum et Patrum, sive priscorum ecclesiae doctorum ita illustratur, ut universum sacrosanctae theologiae syntagma hac veluti clavi referetur (Франкфурт, 1626).
- Cursus philosophici encyclopaedia[англ.], libris XXVII. Complectens, universae philosophiae methodum, serie praeceptorum, regularum & commentariorum perpetua. Insertis compendiis, lemmatibus, controversiis, tabulis, florilegiis, figuris, lexicis, locis communibus & indicibus, ita ut hoc volumen possit esse instar bibliothecae philosophicae (1620).
- Encyclopaedia, Septem tomus distincta: 1. Praecognita disciplinarum; 2. Philologia; 3. Philosophia theoretica; 4. Philosophia practica; 5. Tres superiores facultates; 6. Artes mechanicae; 7. Farragines disciplinarum (Герборн, 1630).